# Riksdagshuset

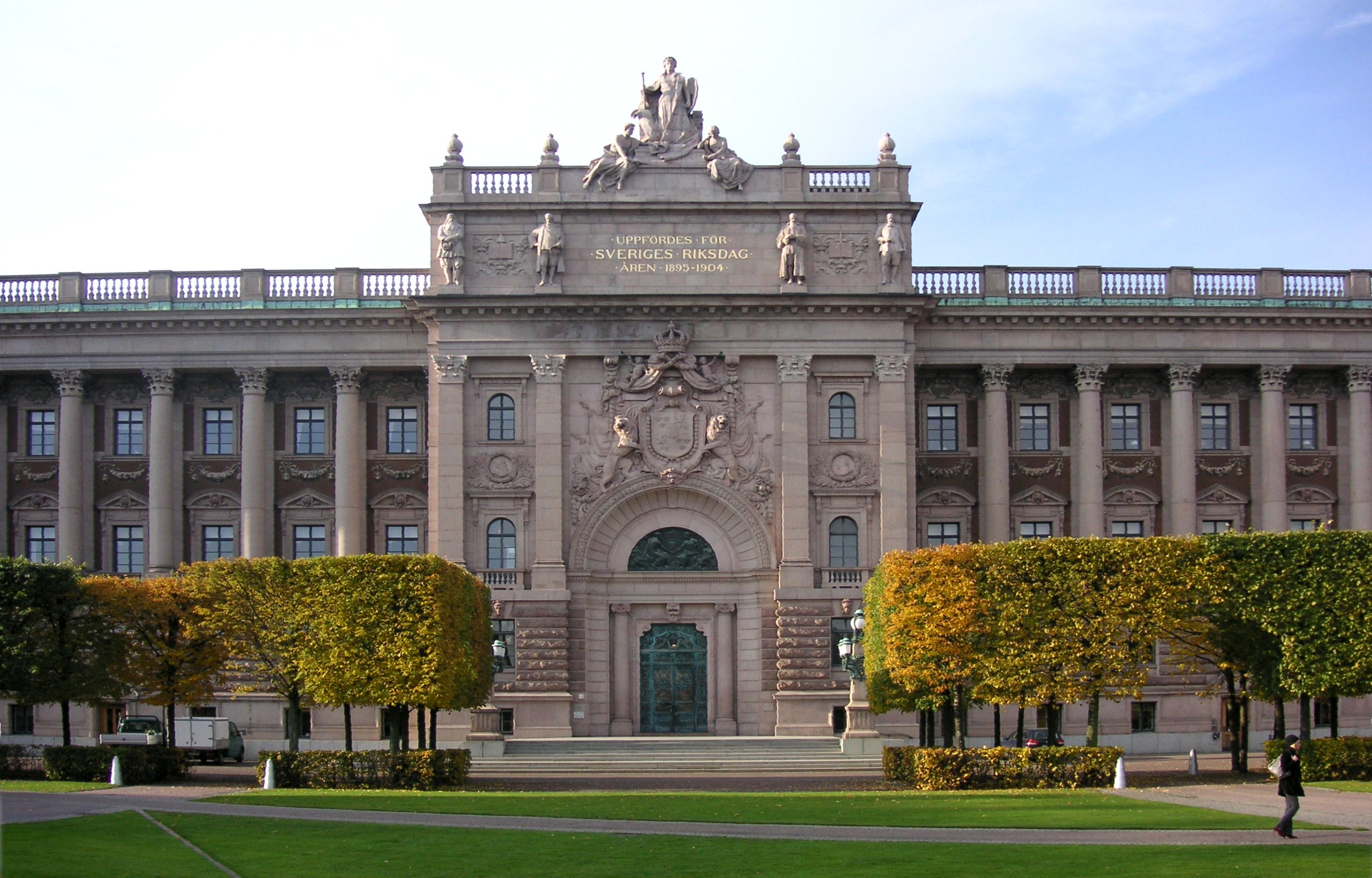
Die Hauptfassade nach Osten im Herbst 2007

Riksdagshuset, das Reichstagsgebäude in Stockholm ist der Sitz des schwedischen Reichstages. Das zwischen 1897 und 1905 erbaute Gebäude liegt auf der Insel Helgeandsholmen.

## Das Gebäude

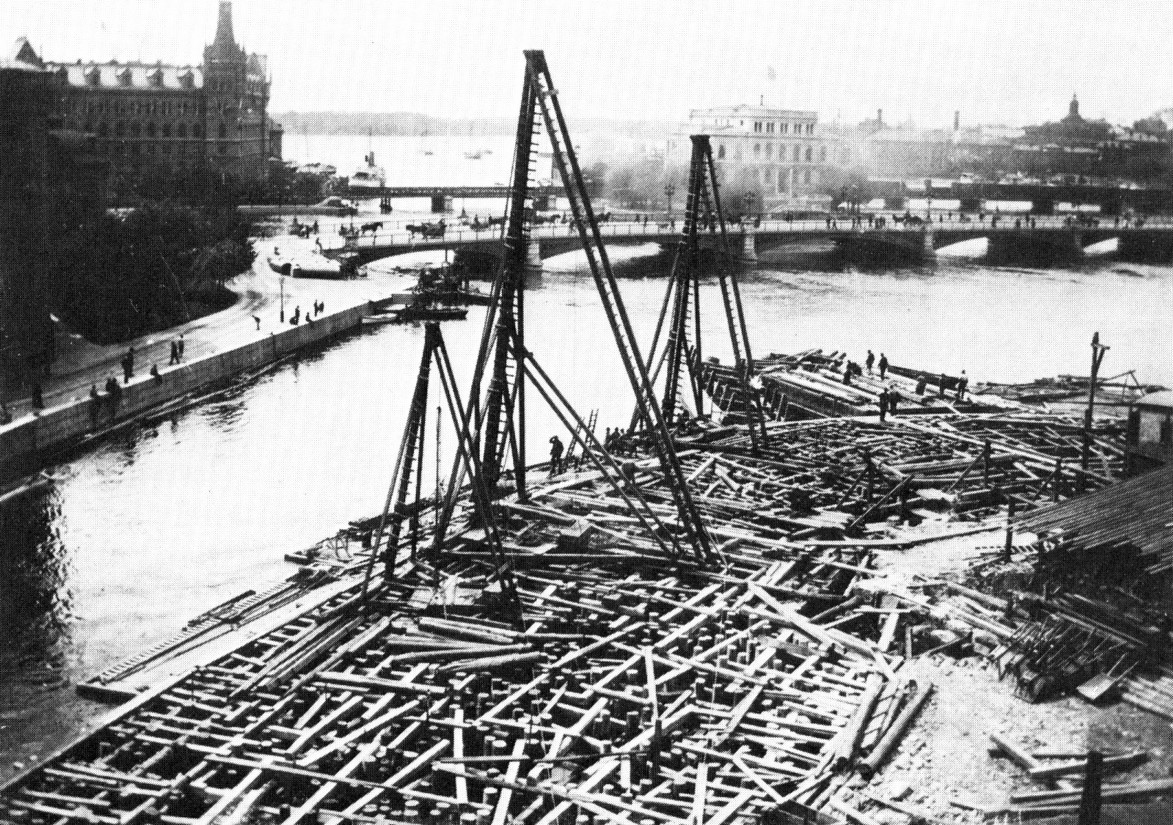
Grundverstärkungen 1898

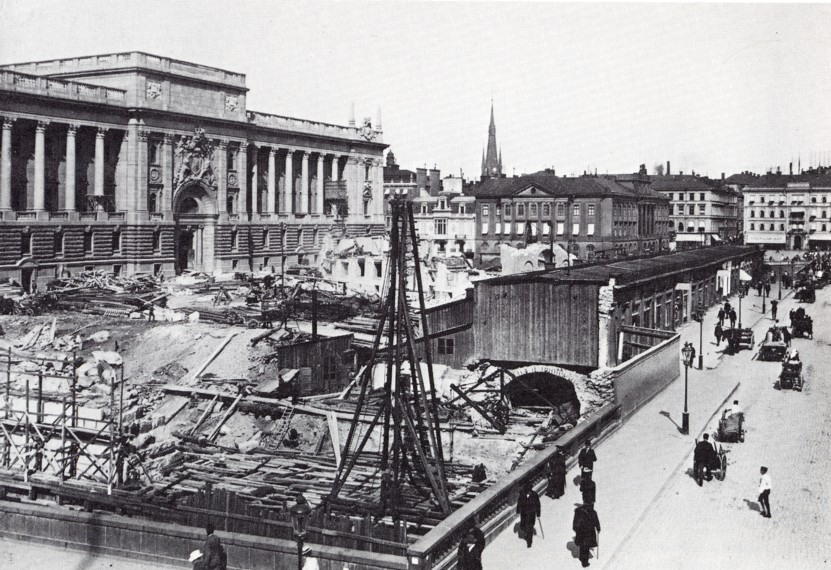
Bauarbeiten 1904

Für den Neubau des Reichstagsgebäudes wurde 1888 die unmittelbar nördlich des Stockholmer Stadtschlosses gelegene Insel Helgeandsholmen (Heiligengeist-Insel) gewählt. Auf dieser Insel befand sich eine Vielzahl kleinerer, recht heruntergekommener Bauten; nun sollte hier Ordnung geschaffen werden. Die Vorgabe war die Schaffung eines pompösen, monumentalen Gebäudes, was sich auf dem von Wasser umgebenen engen Grundstück als schwierig gestaltete. Der Architekt Aron Johansson bekam den Auftrag zum Entwurf des neuen Gebäudes, obwohl er den vorangegangenen Architekturwettbewerb nicht gewonnen hatte. Der Bau sollte zudem die Räumlichkeiten für die Schwedische Reichsbank beherbergen. Ein Vorentwurf aus dem Jahr 1894 sah eine Kuppel vor, die jedoch nicht verwirklicht wurde. Es wurden 37.000 Kubikmeter Erdreich abgetragen und über 9.000 Eichenpfähle zur Grundverstärkung geschlagen. Am 13. Mai 1897 legte Oskar II. den Grundstein und am 12. Januar 1905, nach knapp achtjähriger Bauzeit, wurde das Reichstagsgebäude eingeweiht, ein Jahr später auch der Reichsbank-Teil.
Schon bald wurde Kritik laut, da der Bau im Stil des Neubarocks nicht dem neuen Architekturideal des beginnenden 20. Jahrhunderts entsprach und viel zu gewaltig geraten war. Auch war es zu Versorgungsengpässen für Baumaterial und Handwerker gekommen, da gleichzeitig auch das Stockholmer Opernhaus und der mondäne Strandvägen gebaut wurden, was die Kosten nach oben trieb. Zum Zeitpunkt der Vollendung des Werkes hatten sich die Ausgaben nahezu verdoppelt. Kaum ein Bauwerk in Stockholm ist so leidenschaftlich diskutiert worden wie das Reichstagsgebäude.
Für den Bau des Reichstagsgebäudes wurden schwedische Natursteine, darunter verschiedene Granite, ein silurischer Kalkstein und Sandsteine verwendet. Im Haupttreppenbereich und im Vestibül kam Marmor aus Gropptorp (Gemeinde Marmorbyn bei Katrineholm) zur Anwendung.

## Umbau 1980–1983
Durch die Ablösung des schwedischen Zweikammerreichstages durch den Einkammerreichstag im Jahr 1971 war die Schaffung eines großen Plenarsaals nötig geworden. Während der Jahre 1980 bis 1983 wurde daher ein umfassender Umbau nach den Entwürfen der Architektenfirma Ahlgren, Olsson, Silow Arkitektkontor AB durchgeführt. Das Reichsbankgebäude und das Reichstagsgebäude wurden hierbei zusammengelegt, die Reichsbank bekam ein neues Haus am Brunkebergstorg und der westliche Teil des Komplexes wurde aufgestockt und enthielt nun den Plenarsaal.

## Ausgrabungen

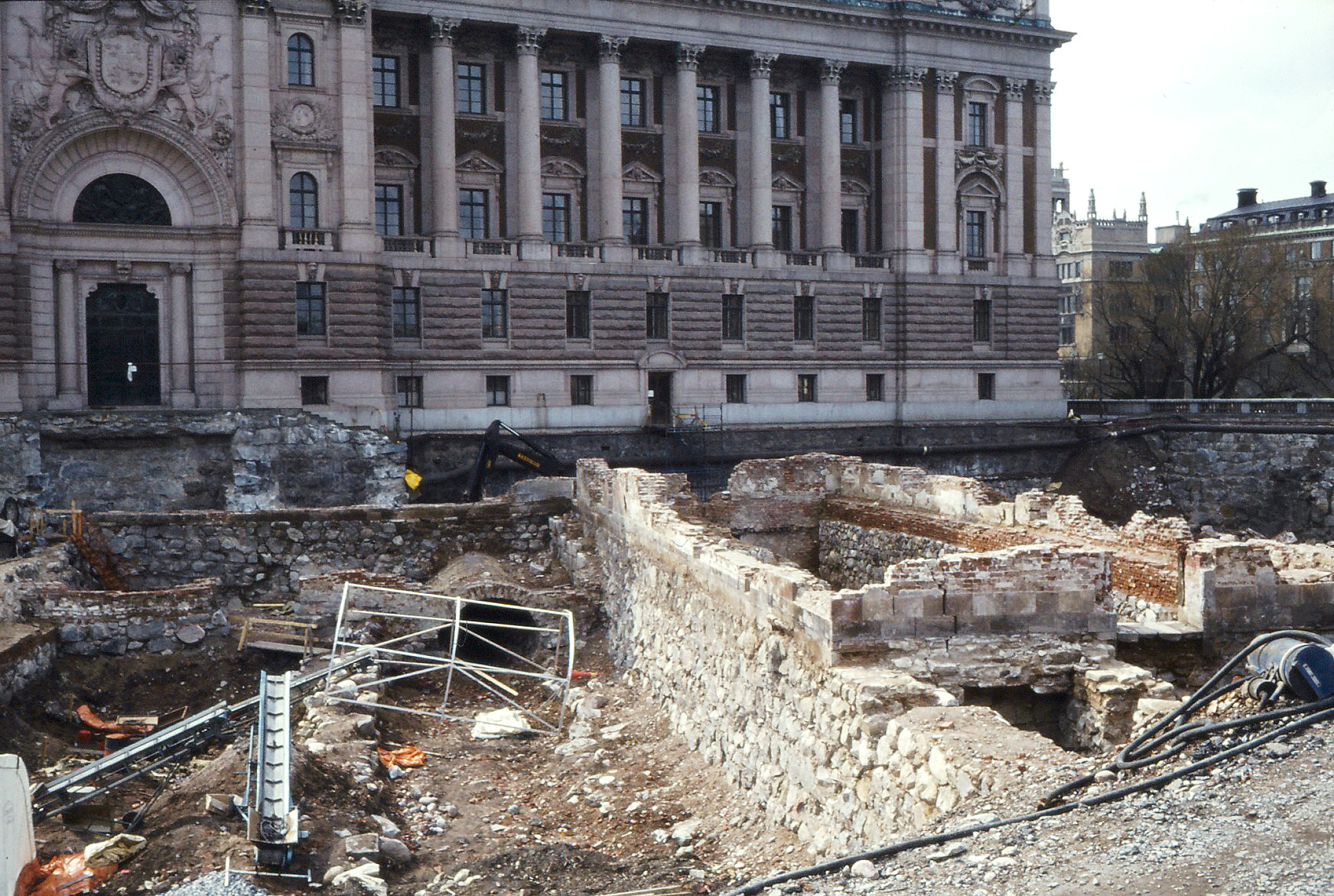
Riksgropen Sommer 1978

Bei den Schachtarbeiten für eine Tiefgarage vor dem Reichstag wurden zahlreiche archäologische Funde gemacht, darunter Hausfundamente aus dem 13. Jahrhundert, Reste der Stockholmer Stadtmauer aus dem 16. Jahrhundert, elf Boote verschiedener Epochen, über 1000 menschliche Skelette (hier befand sich einst ein Friedhof), die Reste einer Apotheke aus dem 17. Jahrhundert sowie Münzen, Scherben, Flaschen, gut erhaltene Kleidungsstücke und Kreidepfeifen.
Um all diese interessanten Funde der Öffentlichkeit zugänglich zu machen, wurde die ursprünglich geplante Tiefgarage verkleinert und stattdessen das Medeltidsmuseum (Mittelaltermuseum) erbaut. Die große Grube, die bei den Ausgrabungen entstanden war, hatte bald den Namen Riksgropen (die Reichsgrube) erhalten.

## Bilder

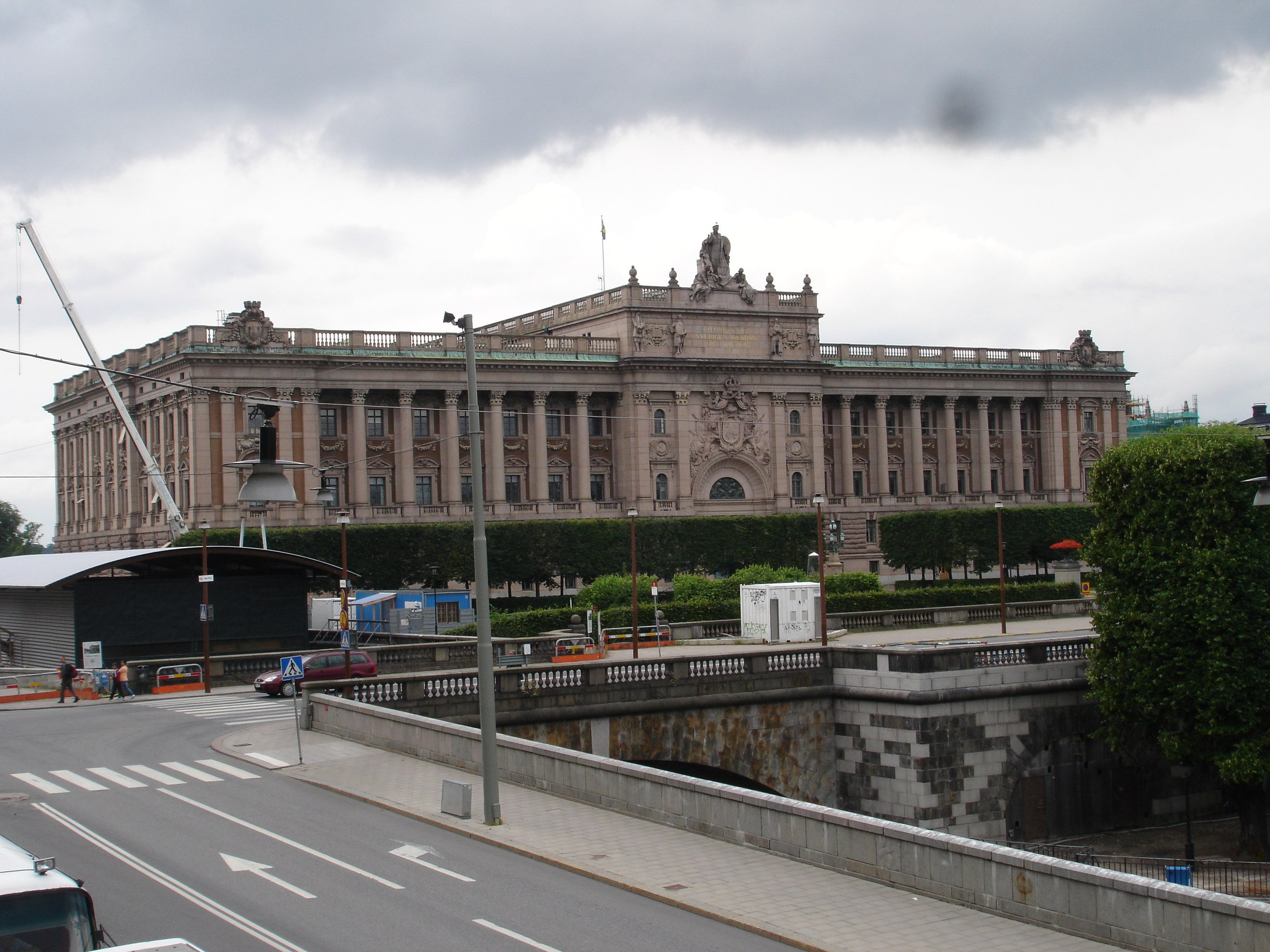
Von Südosten aus gesehen
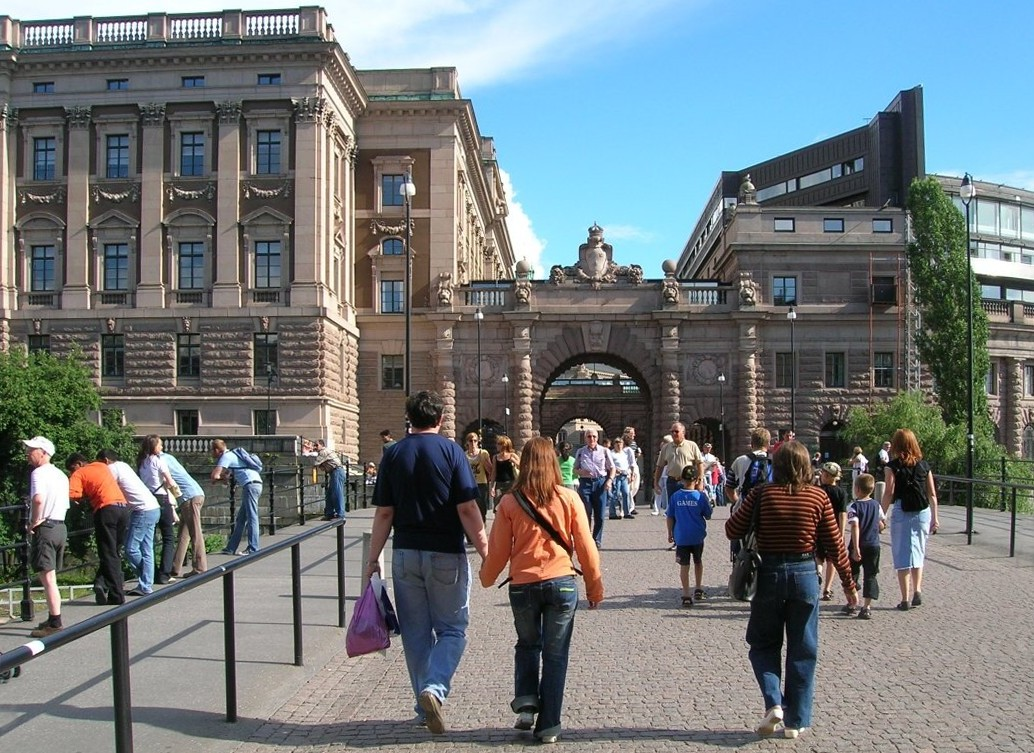
Von Norden aus gesehen
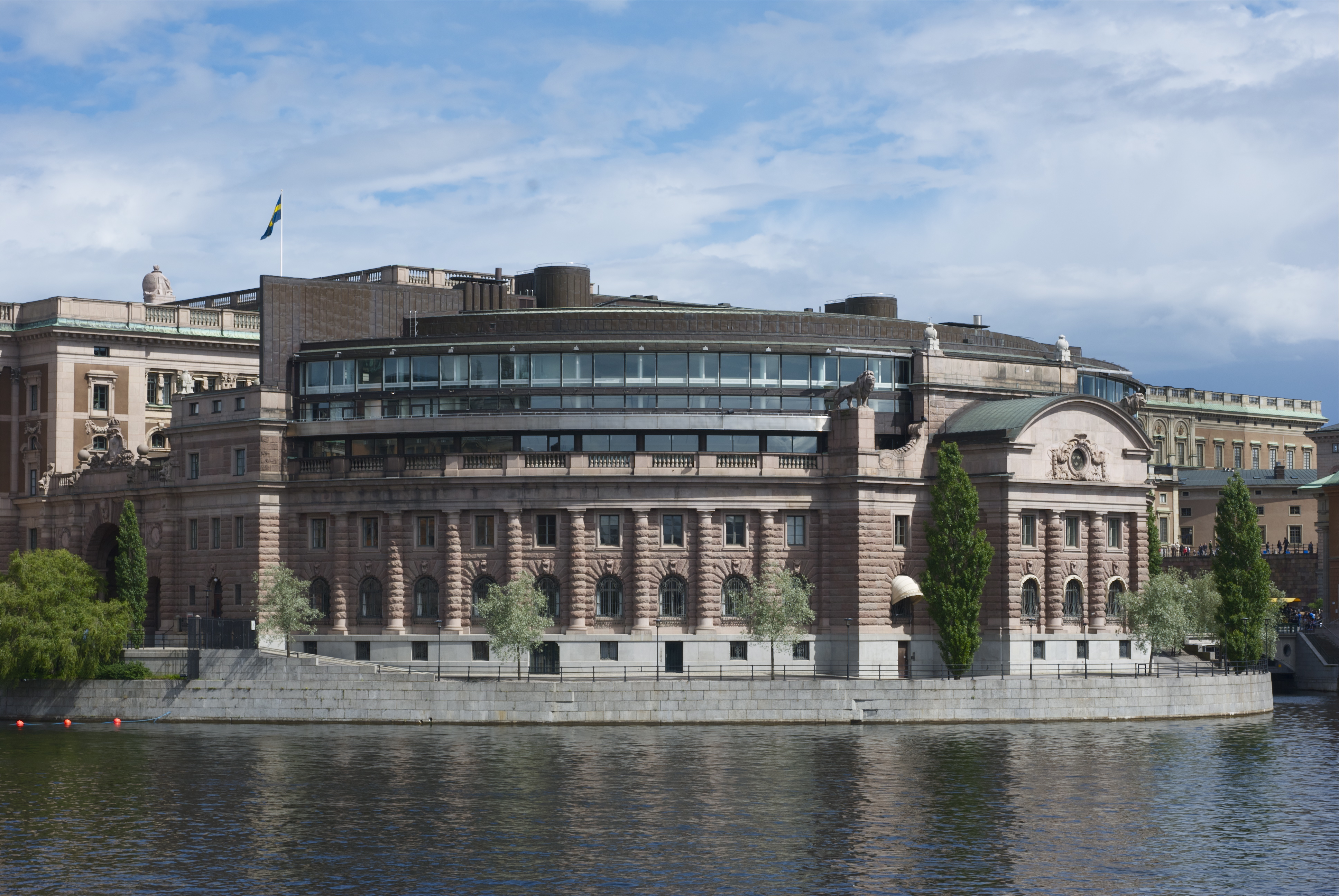
Von Nordwesten aus gesehen
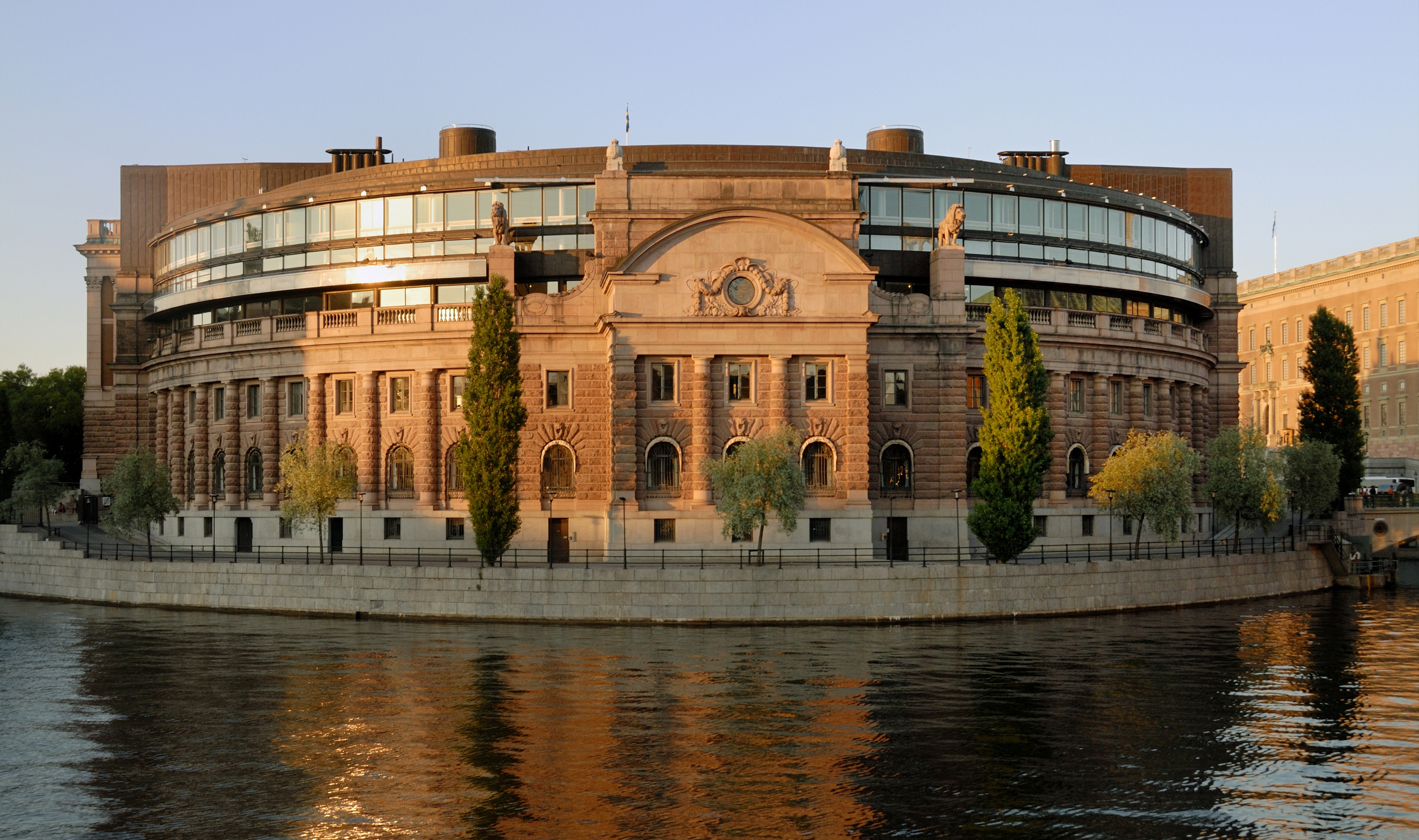
Ansicht von Westen
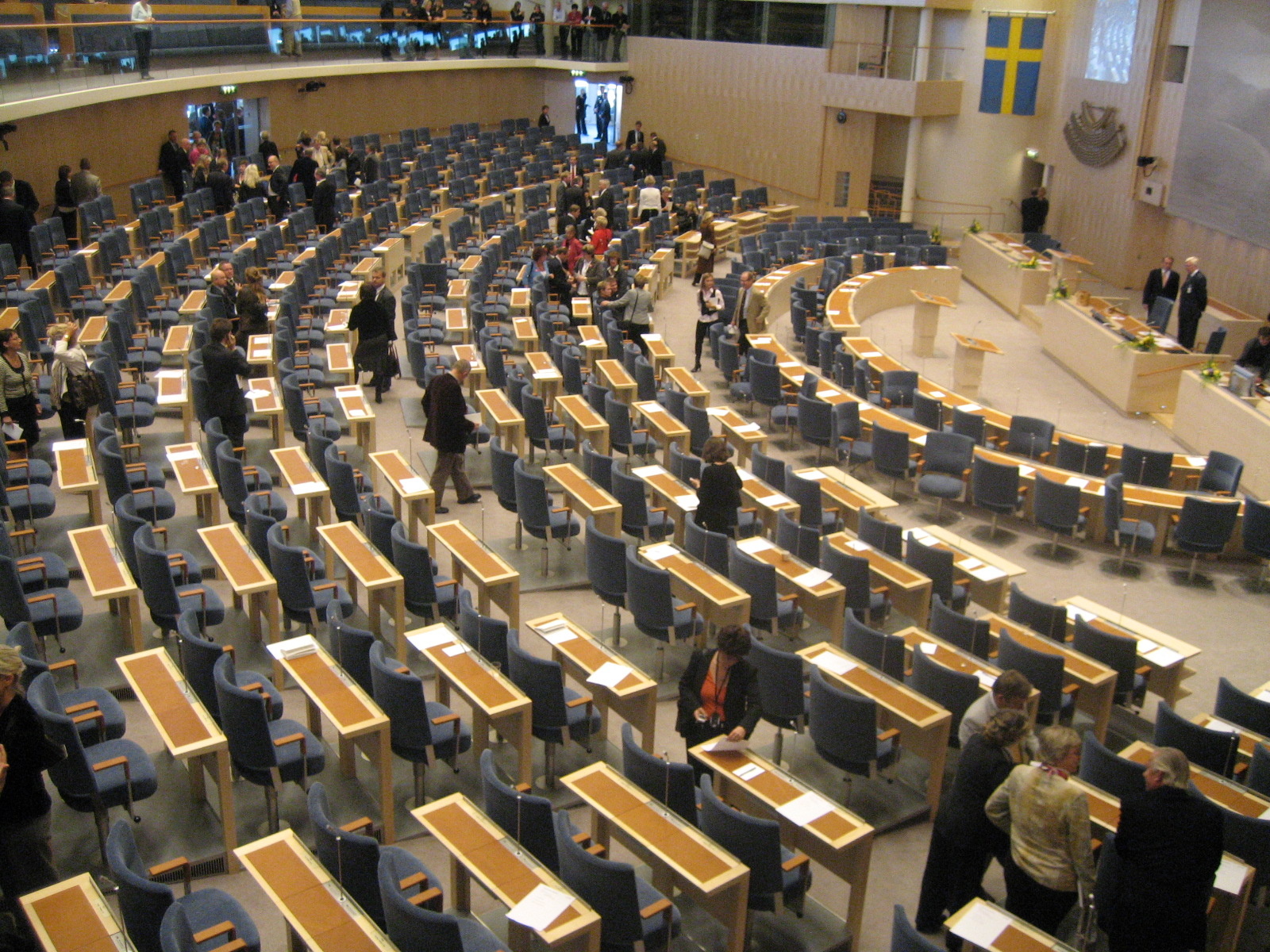
Der Plenarsaal
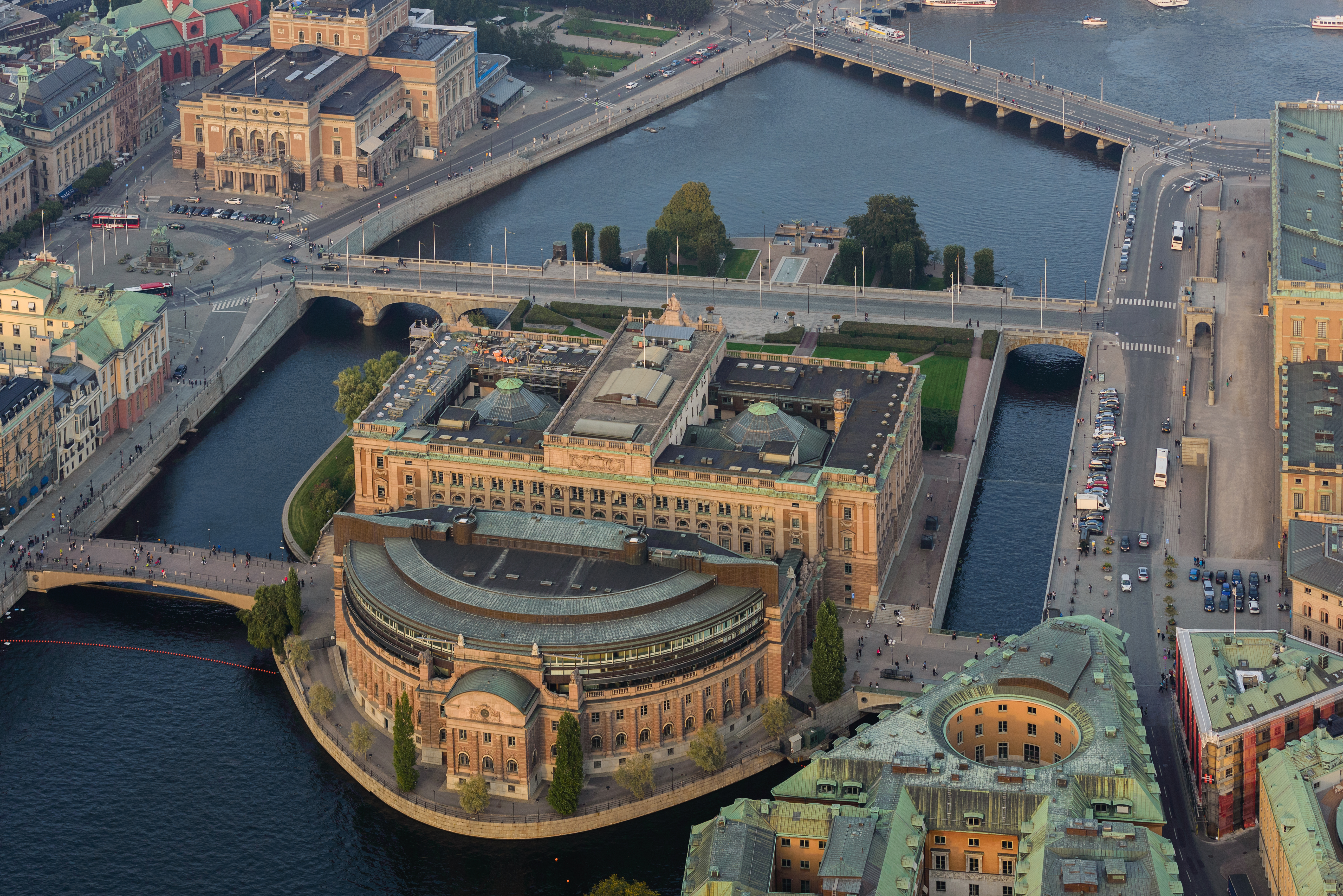
Luftbild